# Rue du Bain-aux-Roses
La rue du Bain-aux-Roses (en alsacien : Rosebadgass) est une rue du centre de Strasbourg (Bas-Rhin), qui va du 1, quai au Sable à la rue de la Râpe et dans laquelle s'ouvre une voie en cul-de-sac, l'impasse Stoltz.

## Histoire

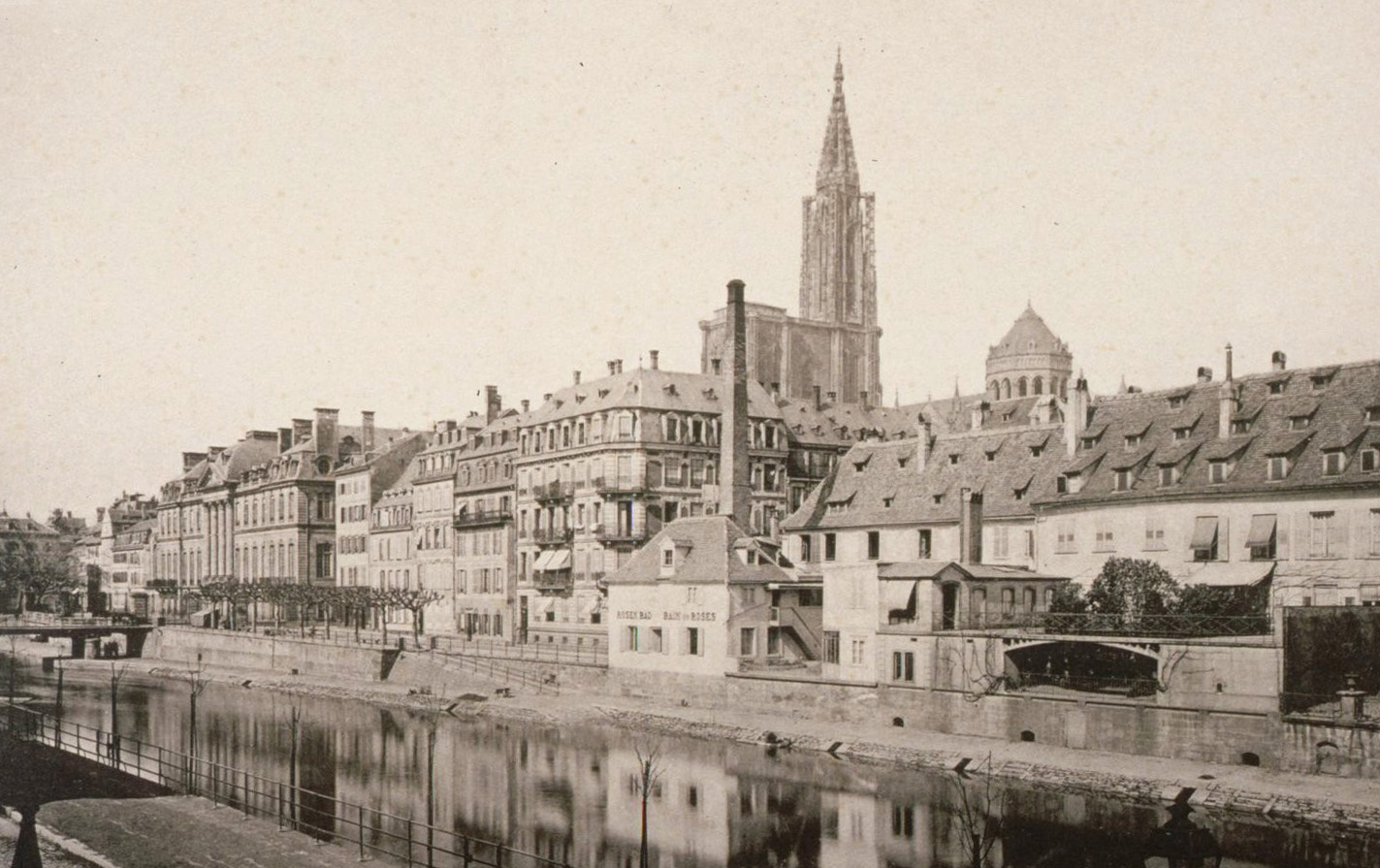
Le bain aux roses, surmonté d'une cheminée, à l'angle du quai au Sable (début du XXe siècle).

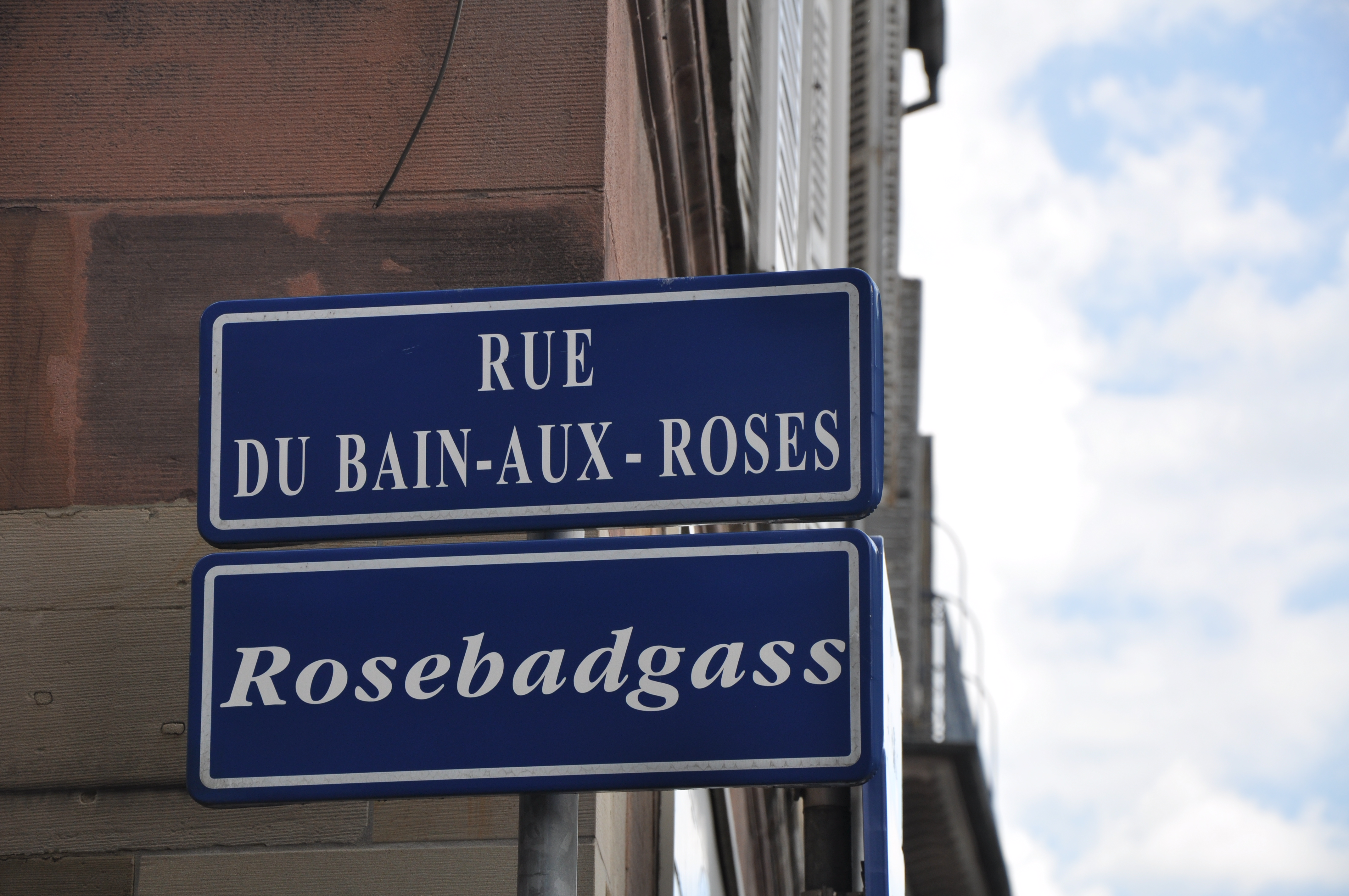
Plaque bilingue, en français et en alsacien.

Au fil des siècles, la voie porte successivement différents noms, en allemand, parfois dialectal, ou en français : Roseboumesgesselin (1325), Roseboumgasse (1328), Bischoffsgasse (1367), Rosenbaumgasse (1587), Rosengässel (1681), Rosenbadergasse (1755), Rosengasse (1759), rue du Bain aux Roses (1792), rue de la Maison Commune (1794), Blumengasse (1806), Rossbader-Gasse (1847), rue du Bain aux Roses (1849), Rosenbadgasse (1872), rue des Bains aux Roses (1918), rue du Bain aux Roses (1920), Rosenbadgasse (1940), rue du Bain aux Roses (1945).
Des plaques de rues bilingues, à la fois en français et en alsacien, sont mises en place par la municipalité à partir de 1995. C'est le cas de la Rosebadgass.

## Bâtiments remarquables
- no 2 : Des bains publics, destinés aux hommes, occupaient de longue date –  ces bains sont signalés dès 1367[3] – le bâtiment à l'angle du quai. Au milieu du XIXe siècle, le charpentier Schlagdenhauffen le fait démolir pour le remplacer par une maison de maître, mais en conserve un souvenir sur une dalle en pierre[4]. Dès 1860 les bains sont transférés dans la rue des Écrivains, avant d'être fermés[5].
L'entrée du vaste immeuble d'angle se fait désormais par le quai au Sable, mais plusieurs vitrines d'un magasin d'antiquités donnent sur la rue du Bain-aux-Roses[5].
- no 4 : Sur cet emplacement se sont d'abord succédé plusieurs maisons : Zu dem Pfister (1415), Zum Störcklin (1587), Zum Storck (1779[3]). La date de construction du bâtiment actuel est estimée vers 1800. Il est doté de trois étages et trois travées. Un petit restaurant occupe le rez-de-chaussée en 2019[6].

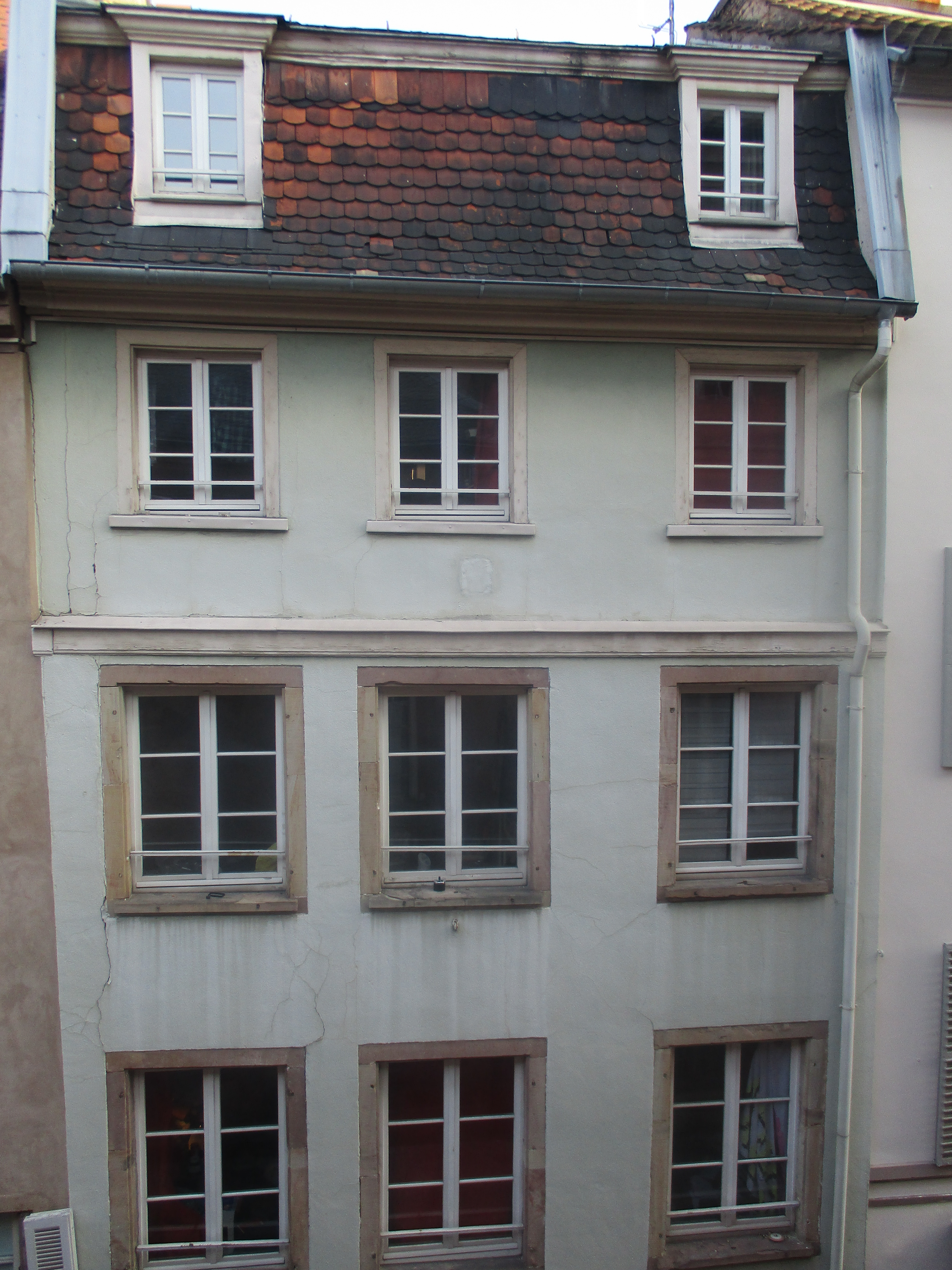
Immeuble du no 4.
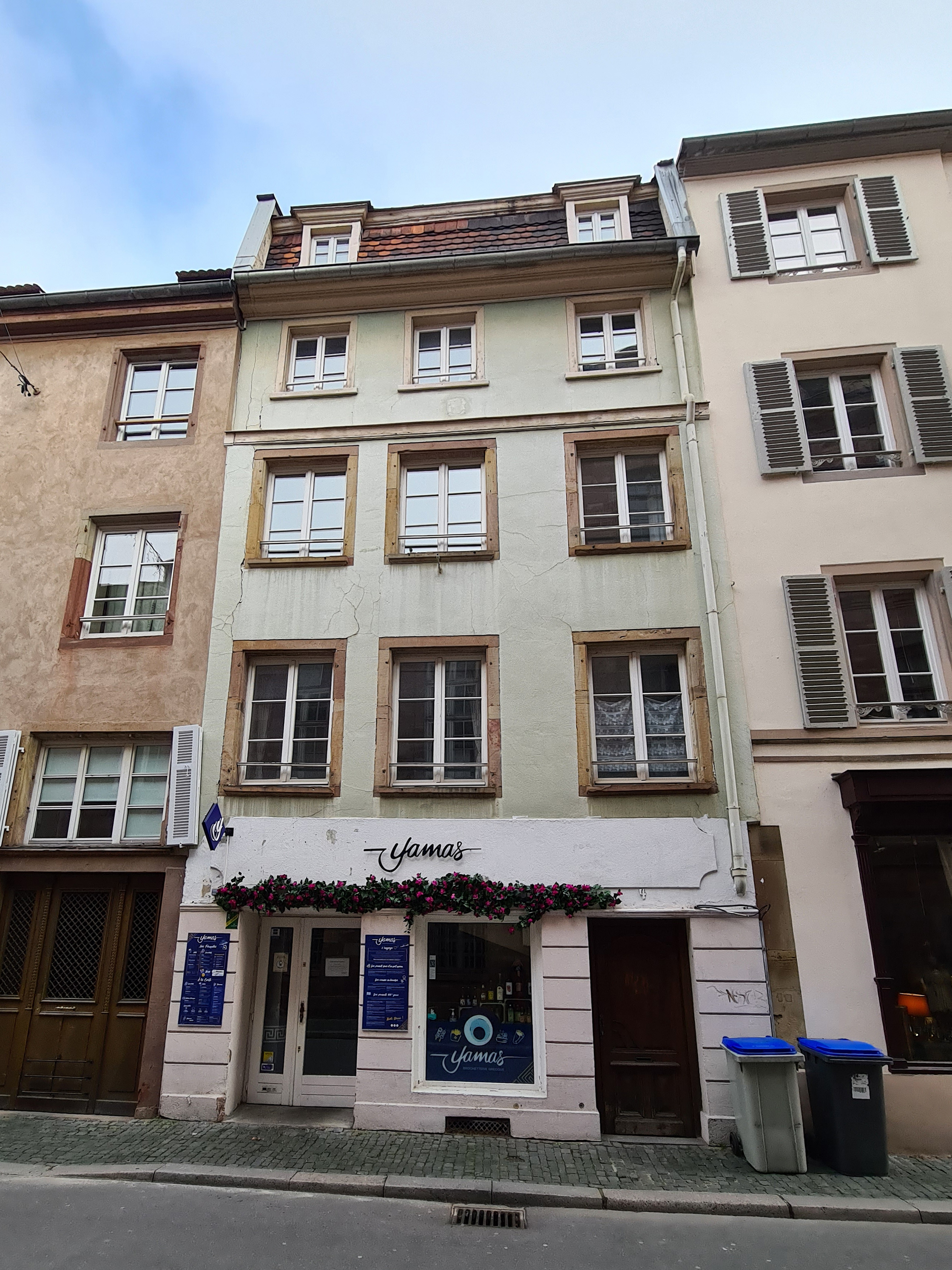
Façade du no 4.